# Carlo Leone Reynaudi
Carlo Spirito Leone Reynaudi (Piasco, 13 luglio 1845 – Roma, 3 aprile 1926) è stato un militare e politico italiano.